# Forma normal (base de datos)
En la teoría de bases de datos relacionales, las formas normales (NF) proporcionan los criterios para determinar el grado de vulnerabilidad de una tabla a inconsistencias y anomalías lógicas. Cuanto más alta sea la forma normal aplicable a una tabla, menos vulnerable será a inconsistencias y anomalías. Cada tabla tiene una "forma normal más alta" (HNF): por definición, una tabla siempre satisface los requisitos de su HNF y de todas las formas normales más bajas que su HNF; también por definición, una tabla no puede satisfacer los requisitos de ninguna forma normal más arriba que su HNF.
Las formas normales son aplicables a tablas individuales; decir que una base de datos entera está en la forma normal n es decir que todas sus tablas están en la forma normal n.
Los recién llegados al diseño de bases de datos a veces suponen que la normalización procede de una manera iterativa, es decir un diseño 1NF primero se normaliza a 2NF, entonces a 3NF, etcétera. Ésta no es una descripción exacta de cómo la normalización trabaja típicamente. Una tabla sensiblemente diseñada es probable que esté en 3NF en la primera tentativa; además, si está en 3NF, también es extremadamente probable que tenga una forma HNF de 5NF. Conseguir formas normales "más altas" (sobre 3NF) usualmente no requiere un gasto adicional de esfuerzo por parte del diseñador, porque las tablas 3NF usualmente no necesitan ninguna modificación para satisfacer los requisitos de estas formas normales más altas.
Edgar F. Codd originalmente definió las tres primeras formas normales (1NF, 2NF, y 3NF). Estas formas normales se han resumido como requiriendo que todos los atributos no-clave sean dependientes en "la clave, la clave completa, y nada excepto la clave". Las cuarta y quinta formas normales (4NF y 5NF) se ocupan específicamente de la representación de las relaciones muchos a muchos y uno muchos entre los atributos. La sexta forma normal (6NF), en pocas palabras, se basa en el principio de que si se tiene más de dos claves candidatas en una tabla, se tendrán que crear otras tablas con estas.
Por ejemplo si tenemos "ítem" con un id código de producto y con los atributos descripción y precio que son claves candidatas se tendría que crear otras tablas separando la tabla ítem:
ItemDesc {código_producto*, Descripción} ItemPrecio {código_producto*, Precio}.
La sexta forma normal no es muy utilizada porque genera más tablas cuando tenemos pequeñas bases de datos.